# Elk Islands National Park
Elk Island National Park  er en 194 km² stor nationalpark 45 kilometer øst for Edmonton i Alberta , Canada. Både Nordamerikas største og mindste landlevende pattedyr, skovbison (Bison bison athabascae) og amerikansk dværgspidsmus (en) (Sorex hoyi), findes i parken.

## Dyreliv
Canadas tætteste og verdens næsttætteste population af hovdyr findes i parken, kun  Serengeti i Tanzania har en mere koncentreret population. Dyrelivet er varieret og består blandt andre af amerikansk bison , wapitihjort , elg , virginiahjort, storøret hjort, prærieulv og bæver , som findes året rundt. Desuden findes over 250 fuglearter på  forskellige tider af året, blandt andet gråstrubet lappedykker, amerikansk hvid pelikan, øreskarv, stor blåhejre, rødhalet våge, amerikansk rørdrum og trompetérsvane.
Parken er kendt for sin bestand af bison, arbejdet med at redde arten har  foregået i parken siden 1907 , og i dag findes de mest genetisk rene skovbisondyr her, i 2007 blev antallet anslået til 315.